# Mount Cupola
Mount Cupola (frei übersetzt: Kuppelberg) ist ein kuppelförmiger Berg von 2500 m (nach Angabe des UK Antarctic Place-Names Committee 1650 m) Höhe, der das südöstliche Ende der Rouen Mountains auf der westantarktischen Alexander-I.-Insel markiert.
Erstmals aus der Luft fotografiert wurde er 1937 bei einem Überflug im Rahmen der British Graham Land Expedition (1934–1937) unter der Leitung des australischen Polarforschers John Rymill. 1948 erfolgte eine Vermessung durch den Falkland Islands Dependencies Survey. Den deskriptiven Namen verlieh das UK Antarctic Place-Names Committee im Jahr 1960.